# Б'єрн Ренквіст
Б'єрн Ренквіст (швед. Björn Rehnquist; нар. 5 січня 1978) — колишній шведський тенісист.
Найвищу одиночну позицію світового рейтингу — 146 місце досяг 9 грудня 2002, парну — 345 місце — 22 вересня 2003 року.
Завершив кар'єру 2010 року.

## Юніорські фінали турнірів Великого шолома

### Одиночний розряд: 2 (1–1)
| Результат | Рік  | Турнір                                 | Покриття | Суперник         | Рахунок       |
| --------- | ---- | -------------------------------------- | -------- | ---------------- | ------------- |
| Перемога  | 1996 | Відкритий чемпіонат Австралії з тенісу | Тверде   | Матіас Гельстрем | 2–6, 6–2, 7–5 |
| Поразка   | 1996 | Відкритий чемпіонат Франції з тенісу   | Ґрунт    | Альберто Мартін  | 3–6, 6–7      |

Відкритий чемпіонат Австралії: П (1996)

Відкритий чемпіонат Франції: Ф (1996)

Вімблдонський турнір: 3р (1995)

Відкритий чемпіонат США: ЧФ (1994)

## Фінали ATP Челленджер і ITF Ф'ючерс

### Одиночний розряд: 15 (8–7)
| Легенда              |
| -------------------- |
| ATP Челленджер (5–2) |
| ITF Ф'ючерс (3–5)    |

| Фінали за покриттям |
| ------------------- |
| Тверде (5–4)        |
| Ґрунт (1–2)         |
| Трава (1–0)         |
| Килим (0–1)         |

| Результат | В-П | Дата     | Турнір                       | Рівень     | Покриття | Суперник          | Рахунок             |
| --------- | --- | -------- | ---------------------------- | ---------- | -------- | ----------------- | ------------------- |
| Поразка   | 0–1 | Чер 1999 | Фінляндія F1, Оулу           | Ф'ючерс    | Ґрунт    | Юган Ертеґрен     | 4–6, 6–4, 3–6       |
| Поразка   | 0–2 | Вер 1999 | Норвегія F1, Осло            | Ф'ючерс    | Килим    | Юган Сеттерґрен   | 3–6, 2–6            |
| Перемога  | 1–2 | Тра 2000 | США F11, Тампа               | Ф'ючерс    | Ґрунт    | Кристіян Чапалик  | 6–7(2–7), 7–5, 6–1  |
| Перемога  | 2–2 | Бер 2001 | Нова Зеландія F1, Ashburton  | Ф'ючерс    | Тверде   | Кріс Маґ'ярі      | 6–2, 5–7, 6–2       |
| Поразка   | 2–3 | Бер 2001 | Нова Зеландія F2, Крайстчерч | Ф'ючерс    | Тверде   | Васіліс Мазаракіс | 0–6, 3–6            |
| Перемога  | 3–3 | Бер 2001 | Гамільтон, Нова Зеландія     | Челленджер | Тверде   | Мартін Лі         | 3–6, 6–2, 6–0       |
| Поразка   | 3–4 | Кві 2001 | Велика Британія F3, Борнмут  | Ф'ючерс    | Ґрунт    | Тодд Ларкхем      | 2–6, 0–6            |
| Поразка   | 3–5 | Жов 2002 | Бербанк, США                 | Челленджер | Тверде   | Роббі Джінепрі    | 6–7(6–8), 1–6       |
| Перемога  | 4–5 | Кві 2003 | Греція F2, Каламата          | Ф'ючерс    | Тверде   | Петр Кралерт      | 6–0, 6–1            |
| Перемога  | 5–5 | Чер 2003 | Атлантік-Сіті, США           | Челленджер | Тверде   | Джефф Салзенстейн | 6–4, 6–4            |
| Поразка   | 5–6 | Чер 2004 | Таллахассі, США              | Челленджер | Тверде   | Сесіл Маміїт      | 4–6, 6–4, 5–7       |
| Перемога  | 6–6 | Лис 2005 | Гельсінкі, Фінляндія         | Челленджер | Тверде   | Томаш Цакль       | 7–6(7–2), 7–6(7–4)  |
| Поразка   | 6–7 | Вер 2006 | Швеція F4, Гетеборг          | Ф'ючерс    | Тверде   | Йоахім Йоханссон  | 1–6, 6–7(4–7)       |
| Перемога  | 7–7 | Лют 2008 | Гуанчжоу, КНР                | Челленджер | Тверде   | Данай Удомчоке    | 2–6, 7–6(7–4), 6–2  |
| Перемога  | 8–7 | Лип 2008 | Манчестер, Велика Британія   | Челленджер | Трава    | Річард Блумфілд   | 7–6(10–8), 0–6, 6–3 |

### Парний розряд: 7 (6–1)
| Легенда              |
| -------------------- |
| ATP Челленджер (1–1) |
| ITF Ф'ючерс (5–0)    |

| Фінали за покриттям |
| ------------------- |
| Тверде (5–1)        |
| Ґрунт (1–0)         |
| Трава (0–0)         |
| Килим (0–0)         |

| Результат | В-П | Дата     | Турнір                       | Рівень     | Покриття | Партнер              | Суперники                                | Рахунок          |
| --------- | --- | -------- | ---------------------------- | ---------- | -------- | -------------------- | ---------------------------------------- | ---------------- |
| Перемога  | 1–0 | Чер 1999 | Фінляндія F1, Оулу           | Ф'ючерс    | Ґрунт    | Мікаель Мотта        | Михайло Єлгін Тімо Ніємінен              | 7–6, 6–4         |
| Перемога  | 2–0 | Жов 1999 | Велика Британія F11, Лідс    | Ф'ючерс    | Тверде   | Ніклас Тімфйорд      | Їв Аллегро Олів'є Пасьянс                | 6–4, 7–6         |
| Перемога  | 3–0 | Жов 2000 | Фінляндія F1, Vierumäki      | Ф'ючерс    | Тверде   | Маттіс Кемпе-Берґман | Маттіас Пеннонен Тобіас Стейнель-Ганссон | 3–6, 6–2, 7–5    |
| Перемога  | 4–0 | Бер 2001 | Нова Зеландія F2, Крайстчерч | Ф'ючерс    | Тверде   | Генрік Андерссон     | Люк Буржуа Ендрю Пейнтер                 | 3–6, 6–3, 6–2    |
| Перемога  | 5–0 | Вер 2001 | Швеція F1, Гетеборг          | Ф'ючерс    | Тверде   | Юган Карельд         | Юнас Фреберґ Робін Содерлінг             | 7–6(7–3), 6–4    |
| Перемога  | 6–0 | Жов 2002 | Бербанк, США                 | Челленджер | Тверде   | Луїс Восло           | Даніел Мело Іван Міранда                 | 7–6(8–6), 6–1    |
| Поразка   | 6–1 | Кві 2006 | Кардіфф, Велика Британія     | Челленджер | Тверде   | Філіп Прпіч          | Філіпп Пецшнер Александер Пея            | 6–4, 3–6, [7–10] |

## Часовий графік результатів
| W | Ф | ПФ | ЧФ | #Р | КТ | К# | DNQ | A | NH |

### Одиночний розряд
| Турніри Великого шлему                 |     |     |     |     |     |     |     |     |       |     |    |
| Відкритий чемпіонат Австралії з тенісу | К2р | К1р | К1р |     | 1р  |     | К2р | 1р  | 0 / 2 | 0–2 | 0% |
| Відкритий чемпіонат Франції з тенісу   | К1р | К2р | К1р | К1р |     |     | К1р | К2р | 0 / 0 | 0–0 | –  |
| Вімблдонський турнір                   | К2р | К1р | К1р | К1р | К1р |     | К2р | К1р | 0 / 0 | 0–0 | –  |
| Відкритий чемпіонат США з тенісу       | 1р  | К1р | К2р | К1р |     |     | К2р |     | 0 / 1 | 0–1 | 0% |
| В-П                                    | 0–1 | 0–0 | 0–0 | 0–0 | 0–1 | 0–0 | 0–0 | 0–1 | 0 / 3 | 0–3 | 0% |